# Veronica Cantoro
Veronica Cantoro (Chieri, 8 settembre 1988) è una calciatrice italiana, di ruolo centrocampista o difensore. Vanta una lunga carriera ad alto livello giocando in Italia in Serie A e in Inghilterra in Premier League.

## Caratteristiche tecniche
Giocatrice duttile che in carriera ha giocato sia in calcio a 5 che in quello a 11, capace un quest'ultimo di contribuire al gioco di squadra nel reparto difensivo e a centrocampo.

## Carriera
Veronica Cantoro, appassionata di calcio fin da giovanissima, non ancora sedicenne debutta in Serie B, allora terzo livello del campionato italiano femminile di calcio, con la formazione femminile del La Chivasso, società dilettantistica dell'omonimo centro del Canavese, nella stagione 2004-2005, contribuendo alla salvezza della squadra. Al termine della stagione accetta di tesserarsi anche con la squadra di calcio a 5 della sua cittadina di residenza, Chieri, iscritta al campionato regionale CSI, violando inconsapevolmente il regolamento federale essendo tesserata contemporaneamente per due diverse società. In quell'occasione è tra le protagoniste della Final Eight di Rimini dove riesce a trascinare il Real Chieri nella finalissima per lo Scudetto, vinta poi per 5-4 sulle maceratesi della Vis Concordia Morrovalle-Trodica, e dove risulterà anche, con 13 reti siglate in 4 partite, capacannoniere del torneo.
Nell'estate 2005 trova un accordo con l'Alessandria che le offre l'opportunità di giocare in Serie A2 e dove contribuisce al termine della stagione 2005-2006 a raggiungere la 5ª posizione nel girone A.
Notata dagli osservatori del Torino le viene offerta l'occasione per un'ulteriore salto di categoria, per indossare la maglia granata durante l'entrante stagione 2006-2007 di Serie A. Il suo debutto in campionato, il 7 ottobre 2006, coincide anche con la sua prima rete nel massimo campionato italiano di categoria, siglata all'83' per il parziale 0-3 sulle avversarie della Reggiana, incontro poi terminato per 0-4. In quell'occasione, partita dalla panchina, sostituisce la pari ruolo Cristina Gangheri partita titolare. La stagione è di primissimo livello e, al 2016, risulta essere rimasta la migliore stagione della società che con i 44 punti conquistati si classifica a fine campionato al 2º posto dietro ad un irraggiungibile Bardolino Verona. Pur non partendo titolare Cantoro, grazie al turnover deciso dal tecnico Giancarlo Padovan, riesce a scendere in campo 21 volte su 22 incontri complessivi, siglando complessivamente 4 reti, quarta realizzatrice della squadra a pari merito di Pamela Gueli.
Le prestazioni offerte in campionato attirano l'attenzione degli osservatori dei campionati esteri, così che durante il calciomercato estivo viene contattata dal Doncaster Rovers Belles, squadra che milita in FA Women's Premier League National Division, l'allora massimo livello della struttura del calcio femminile inglese. Cantoro intraprende la sua avventura internazionale vestendo per una stagione la maglia a strisce orizzontali biancorosse della città inglese, giocando 24 partite e andando a rete in 4 occasioni.
Rientrata in Italia gioca gli anni successivi vestendo in Serie A le maglie di Reggiana, stagione 2008-2009 e 11 incontri disputati, Lazio, 2009-2010 dove segna 3 reti su 15 partite giocate, e Bardolino Verona, dove rimane due stagioni dal 2010-2012 totalizzando 40 presenze, 20 per stagione, dove sfiora la conquista del suo primo scudetto al termine della seconda, prima di sposare le ambizioni del Fortitudo Mozzecane che, appena promosso, cerca di raggiungere, senza riuscirci, la salvezza nella stagione 2012-2013.
A campionato già in corso, svincolata, il Luserna annuncia di aver raggiunto un accordo con Cantoro per inserirla in rosa per la stagione 2015-2016 dove ritroverà nello staff tecnico due ex compagne, Tatiana Zorri ed Elisa Miniati. Cantoro fa il suo debutto con la maglia della società alla 4ª di campionato, nella partita persa fuori casa con il Vittorio Veneto per 2-3.